# 財務副大臣
財務副大臣日语：／ Sōmu Fukudaijin，英語：），是日本國政府財務省的副大臣，輔佐財務大臣財務總務省相關事務。

## 概要

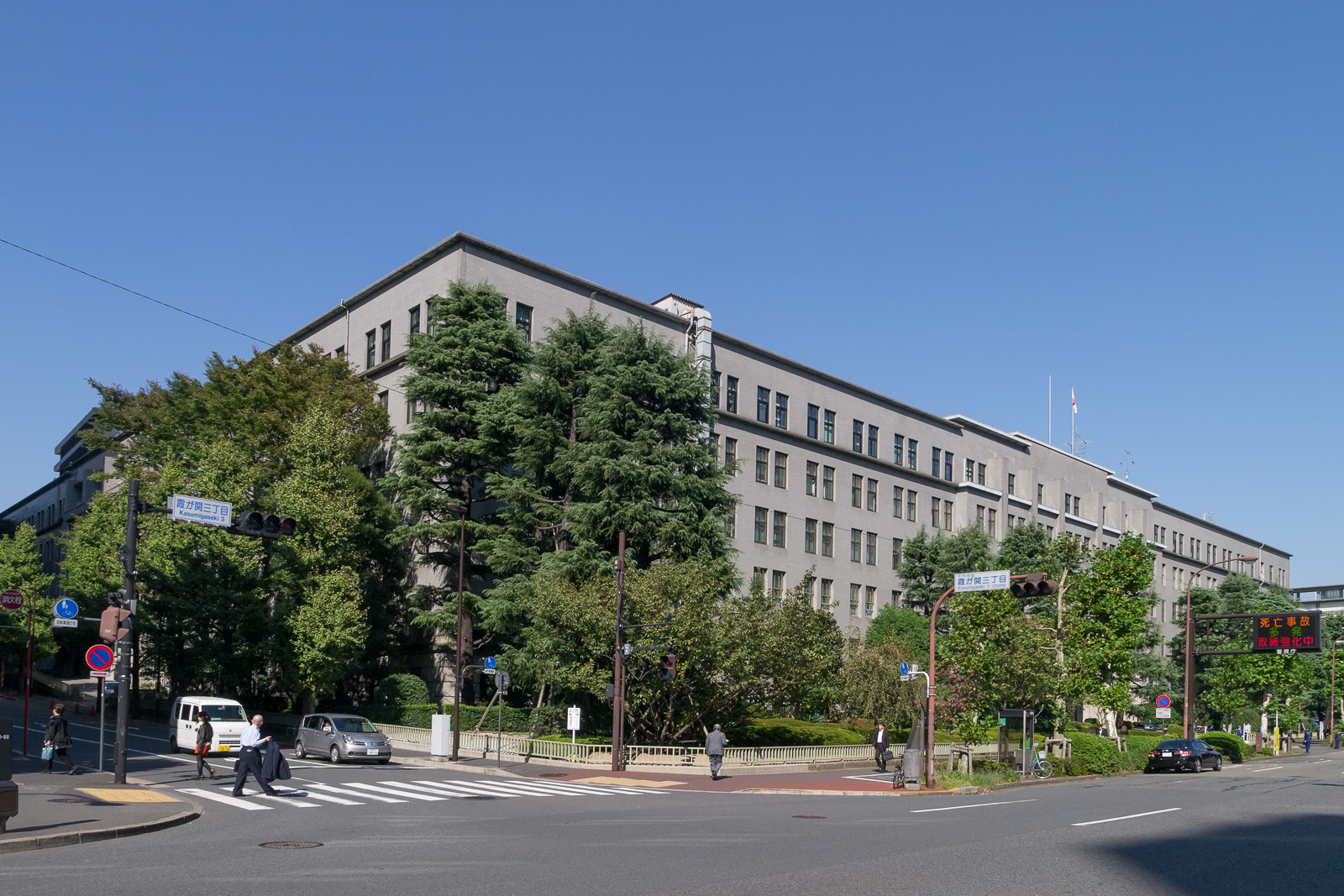
財務省廳舍

2001年1月6日，根據《中央省廳機構改革基本法》對中央省廳機構進行改組而設立。同日，第二屆森內閣 (改組 中央省廳再編後)啟動，任命眾議院議員村上誠一郎及參議院議員若林正俊擔任首屆副大臣。
奉財務大臣之命，負責協助預算、稅制、財政融投資、國庫及國有財產管理。根據《國家行政組織法》，人數固定為兩人。

## 歷代副大臣
| 財務副大臣     | 財務副大臣                  | 財務副大臣         | 財務副大臣               | 財務副大臣              | 財務副大臣               | 財務副大臣                 | 財務副大臣                   | 財務副大臣                    |
| 內閣           | 內閣                        | 財務大臣           | 姓名                     | 就任日                  | 退任日                   | 黨派                       | 出身                         | 備考                          |
| -------------- | --------------------------- | ------------------ | ------------------------ | ----------------------- | ------------------------ | -------------------------- | ---------------------------- | ----------------------------- |
| 第2次森內閣    | 改造內閣 （中央省廳再編後） | 宮澤喜一           | 村上誠一郎               | 2001年1月6日            | 2001年4月26日            | 自由民主黨                 | 眾議員（愛媛縣第2區）        |                               |
| 第2次森內閣    | 改造內閣 （中央省廳再編後） | 宮澤喜一           | 若林正俊                 | 2001年1月6日            | 2001年4月26日            | 自由民主黨                 | 參議員（長野縣選舉區）       |                               |
| 第1次小泉內閣  | 第1次小泉內閣               | 鹽川正十郎         | 村上誠一郎               | 2001年5月1日            | 2002年1月8日             | 自由民主黨                 | 眾議員（愛媛縣第2區）        | 再任 任內辭職，由谷口隆義接任 |
| 第1次小泉內閣  | 第1次小泉內閣               | 鹽川正十郎         | 若林正俊                 | 2001年5月1日            | 2001年9月21日            | 自由民主黨                 | 參議員（長野縣選舉區）       | 再任 任內辭職，由尾辻秀久接任 |
| 第1次小泉內閣  | 第1次小泉內閣               | 鹽川正十郎         | 谷口隆義                 | 2002年1月8日            | 2002年9月30日            | 公明黨                     | 眾議員（大阪府第5區）        |                               |
| 第1次小泉內閣  | 第1次小泉內閣               | 鹽川正十郎         | 尾辻秀久                 | 2001年9月21日           | 2002年9月30日            | 自由民主黨                 | 參議員（參議院比例區）       |                               |
|                | 第1次改造內閣               | 鹽川正十郎         | 谷口隆義                 | 2002年10月2日           | 2003年9月22日            | 公明黨                     | 眾議員（大阪府第5區）        | 留任                          |
| 小林興起       | 第1次改造內閣               | 鹽川正十郎         | 自由民主黨               | 2002年10月2日           | 2003年9月22日            | 眾議員（東京都第10區）     |                              |                               |
| 第2次改造內閣  | 谷垣禎一                    | 石井啟一           | 2003年9月25日            | 2003年11月19日          | 公明黨                   | 眾議員（北關東比例代表區） |                              |                               |
| 第2次改造內閣  | 谷垣禎一                    | 山本有二           | 2003年9月25日            | 2003年11月19日          | 自由民主黨               | 眾議員（高知縣第3區）      |                              |                               |
| 第2次小泉內閣  | 第2次小泉內閣               | 石井啟一           | 2003年11月20日           | 2004年9月27日           | 公明黨                   | 眾議員（北關東比例代表區） | 留任                         |                               |
| 第2次小泉內閣  | 第2次小泉內閣               | 山本有二           | 2003年11月20日           | 2004年9月27日           | 自由民主黨               | 眾議員（高知縣第3區）      | 留任                         |                               |
|                | 改造內閣                    | 上田勇             | 2004年9月29日            | 2005年9月21日           | 公明黨                   | 眾議員（神奈川縣第6區）    |                              |                               |
| 田野瀨良太郎   | 改造內閣                    | 自由民主黨         | 2004年9月29日            | 2005年9月21日           | 眾議員（奈良縣第4區）    |                            |                              |                               |
| 第3次小泉內閣  | 第3次小泉內閣               | 上田勇             | 2005年9月22日            | 2005年10月31日          | 公明黨                   | 眾議員（神奈川縣第6區）    | 再任                         |                               |
| 第3次小泉內閣  | 第3次小泉內閣               | 田野瀨良太郎       | 2005年9月22日            | 2005年10月31日          | 自由民主黨               | 眾議員（奈良縣第4區）      | 再任                         |                               |
|                | 改造內閣                    | 赤羽一嘉           | 2005年11月2日            | 2006年9月26日           | 公明黨                   | 眾議員（兵庫縣第2區）      |                              |                               |
| 竹本直一       | 改造內閣                    | 自由民主黨         | 2005年11月2日            | 2006年9月26日           | 眾議員（大阪府第15區）   |                            |                              |                               |
| 第1次安倍內閣  | 第1次安倍內閣               | 自由民主黨         | 尾身幸次                 | 田中和德                | 2006年9月27日            | 2007年8月27日              | 眾議員（神奈川縣第10區）     |                               |
| 第1次安倍內閣  | 第1次安倍內閣               | 富田茂之           | 尾身幸次                 | 公明黨                  | 2006年9月27日            | 2007年8月27日              | 眾議員（南關東比例代表區）   |                               |
|                | 改造內閣                    | 額賀福志郎         | 遠藤乙彥                 | 公明黨                  | 2007年8月29日            | 2007年9月26日              | 眾議員（北關東比例代表區）   |                               |
| 森山裕         | 改造內閣                    | 額賀福志郎         | 自由民主黨               | 眾議員（鹿兒島縣第5區） | 2007年8月29日            | 2007年9月26日              |                              |                               |
| 福田康夫內閣   | 福田康夫內閣                | 額賀福志郎         | 遠藤乙彥                 | 2007年9月27日           | 2008年8月2日             | 公明黨                     | 眾議員（北關東比例代表區）   | 再任                          |
| 福田康夫內閣   | 福田康夫內閣                | 額賀福志郎         | 森山裕                   | 2007年9月27日           | 2008年8月2日             | 自由民主黨                 | 眾議員（鹿兒島縣第5區）      | 再任                          |
|                | 改造內閣                    | 伊吹文明           | 竹下亘                   | 2008年8月5日            | 2008年9月24日            | 自由民主黨                 | 眾議員（島根縣第2區）        |                               |
| 平田耕一       | 改造內閣                    | 伊吹文明           | 眾議員（東海比例代表區） | 2008年8月5日            | 2008年9月24日            | 自由民主黨                 |                              |                               |
| 麻生內閣       | 麻生內閣                    | 中川昭一 →與謝野馨 | 竹下亘                   | 2008年9月29日           | 2009年9月16日            | 自由民主黨                 | 眾議員（島根縣第2區）        | 再任                          |
| 麻生內閣       | 麻生內閣                    | 中川昭一 →與謝野馨 | 平田耕一                 | 2008年9月29日           | 2009年3月26日            | 自由民主黨                 | 眾議員（東海比例代表區）     | 再任 任內辭職，由石田真敏接任 |
| 麻生內閣       | 麻生內閣                    | 中川昭一 →與謝野馨 | 石田真敏                 | 2009年3月30日           | 2009年9月16日            | 自由民主黨                 | 眾議員（和歌山縣第2區）      |                               |
| 鳩山由紀夫內閣 | 鳩山由紀夫內閣              | 藤井裕久 →菅直人   | 野田佳彥                 | 2009年9月18日           | 2010年6月8日             | 民主黨                     | 眾議員（千葉縣第4區）        | 預算擔當                      |
| 鳩山由紀夫內閣 | 鳩山由紀夫內閣              | 藤井裕久 →菅直人   | 峰崎直樹                 | 2009年9月18日           | 2010年6月8日             | 民主黨                     | 參議員（北海道選舉區）       | 稅制擔當                      |
| 菅直人內閣     | 菅直人內閣                  | 野田佳彥           | 池田元久                 | 2010年6月9日            | 2010年9月17日            | 民主黨                     | 眾議員（神奈川縣第6區）      |                               |
| 菅直人內閣     | 菅直人內閣                  | 野田佳彥           | 峰崎直樹                 | 2010年6月9日            | 2010年9月17日            | 民主黨                     | 參議員（北海道選舉區）       | 再任                          |
|                | 第1次改造內閣               | 野田佳彥           | 五十嵐文彥               | 2010年9月21日           | 2011年1月14日            | 民主黨                     | 眾議員（埼玉縣第9區）        | 稅制擔當                      |
| 櫻井充         | 第1次改造內閣               | 野田佳彥           | 參議員（宮城縣選舉區）   | 2010年9月21日           | 2011年1月14日            | 民主黨                     | 預算擔當                     |                               |
| 第2次改造內閣  | 五十嵐文彥                  | 野田佳彥           | 2011年1月18日            | 2011年9月2日            | 眾議員（埼玉縣第9區）    | 民主黨                     | 留任                         |                               |
| 第2次改造內閣  | 櫻井充                      | 野田佳彥           | 2011年1月18日            | 2011年9月2日            | 參議員（宮城縣選舉區）   | 民主黨                     | 留任                         |                               |
| 野田內閣       | 野田內閣                    | 安住淳             | 五十嵐文彥               | 2011年9月5日            | 2012年1月13日            | 民主黨                     | 眾議員（埼玉縣第9區）        | 再任                          |
| 野田內閣       | 野田內閣                    | 安住淳             | 藤田幸久                 | 2011年9月5日            | 2012年1月13日            | 民主黨                     | 參議員（茨城縣選舉區）       | 預算擔當                      |
|                | 第1次改造內閣               | 安住淳             | 五十嵐文彥               | 2012年1月13日           | 2012年6月4日             | 民主黨                     | 眾議員（埼玉縣第9區）        | 留任                          |
| 藤田幸久       | 第1次改造內閣               | 安住淳             | 參議員（茨城縣選舉區）   | 2012年1月13日           | 2012年6月4日             | 民主黨                     | 留任                         |                               |
| 第2次改造內閣  | 五十嵐文彥                  | 安住淳             | 2012年6月4日             | 2012年10月1日           | 眾議員（埼玉縣第9區）    | 民主黨                     | 留任                         |                               |
| 第2次改造內閣  | 藤田幸久                    | 安住淳             | 2012年6月4日             | 2012年10月1日           | 參議員（茨城縣選舉區）   | 民主黨                     | 留任                         |                               |
| 第3次改造內閣  | 城島光力                    | 武正公一           | 2012年10月1日            | 2012年12月26日          | 眾議員（埼玉縣第1區）    | 民主黨                     | 預算擔當                     |                               |
| 第3次改造內閣  | 城島光力                    | 大久保勉           | 2012年10月1日            | 2012年12月26日          | 參議員（福岡縣選舉區）   | 民主黨                     | 稅制擔當                     |                               |
| 第2次安倍內閣  | 第2次安倍內閣               | 麻生太郎           | 小淵優子                 | 2012年12月27日          | 2013年9月30日            | 自由民主黨                 | 眾議員（群馬縣第5區）        | 任內辭職，由古川禎久接任      |
| 第2次安倍內閣  | 第2次安倍內閣               | 麻生太郎           | 山口俊一                 | 2012年12月27日          | 2013年9月30日            | 自由民主黨                 | 眾議員（德島縣第2區）        | 任內辭職，由愛知治郎接任      |
| 第2次安倍內閣  | 第2次安倍內閣               | 麻生太郎           | 古川禎久                 | 2013年9月30日           | 2014年9月3日             | 自由民主黨                 | 眾議員（宮崎縣第3區）        |                               |
| 第2次安倍內閣  | 第2次安倍內閣               | 麻生太郎           | 愛知治郎                 | 2013年9月30日           | 2014年9月3日             | 自由民主黨                 | 參議員（宮城縣選舉區）       |                               |
|                | 改造內閣                    | 麻生太郎           | 御法川信英               | 2014年9月4日            | 2014年12月24日           | 自由民主黨                 | 眾議員（秋田縣第3區）        | 稅制擔當                      |
| 宮下一郎       | 改造內閣                    | 麻生太郎           | 眾議員（長野縣第5區）    | 2014年9月4日            | 2014年12月24日           | 自由民主黨                 | 預算擔當                     |                               |
| 第3次安倍內閣  | 第3次安倍內閣               | 麻生太郎           | 菅原一秀                 | 2014年12月25日          | 2015年10月9日            | 自由民主黨                 | 眾議員（東京都第9區）        | 稅制擔當                      |
| 第3次安倍內閣  | 第3次安倍內閣               | 麻生太郎           | 宮下一郎                 | 2014年12月25日          | 2015年10月9日            | 自由民主黨                 | 眾議員（長野縣第5區）        | 再任                          |
|                | 第3次改造內閣               | 麻生太郎           | 坂井學                   | 2015年10月9日           | 2016年8月5日             | 自由民主黨                 | 眾議員（神奈川縣第5區）      | 預算擔當                      |
| 岡田直樹       | 第3次改造內閣               | 麻生太郎           | 參議員（石川縣選舉區）   | 2015年10月9日           | 2016年8月5日             | 自由民主黨                 | 稅制擔當                     |                               |
| 第2次改造內閣  | 大塚拓                      | 麻生太郎           | 2016年8月5日             | 2017年8月7日            | 眾議員（埼玉縣第9區）    | 自由民主黨                 | 預算擔當                     |                               |
| 第2次改造內閣  | 木原稔                      | 麻生太郎           | 2016年8月5日             | 2017年8月7日            | 眾議員（熊本縣第1區）    | 自由民主黨                 | 稅制擔當                     |                               |
| 第3次改造內閣  | 上野賢一郎                  | 麻生太郎           | 2017年8月7日             | 2017年11月2日           | 眾議員（滋賀縣第2區）    | 自由民主黨                 | 稅制擔當                     |                               |
| 第3次改造內閣  | 木原稔                      | 麻生太郎           | 2017年8月7日             | 2017年11月2日           | 眾議員（熊本縣第1區）    | 自由民主黨                 | 預算擔當                     |                               |
| 第4次安倍內閣  | 第4次安倍內閣               | 麻生太郎           | 上野賢一郎               | 2017年11月2日           | 2018年10月4日            | 自由民主黨                 | 眾議員（滋賀縣第2區）        | 再任                          |
| 第4次安倍內閣  | 第4次安倍內閣               | 麻生太郎           | 木原稔                   | 2017年11月2日           | 2018年10月4日            | 自由民主黨                 | 眾議員（熊本縣第1區）        | 再任                          |
|                | 第1次改造內閣               | 麻生太郎           | 上野賢一郎               | 2018年10月4日           | 2019年9月13日            | 自由民主黨                 | 眾議員（滋賀縣第2區）        |                               |
| 鈴木馨佑       | 第1次改造內閣               | 麻生太郎           | 眾議員（神奈川縣第7區）  | 2018年10月4日           | 2019年9月13日            | 自由民主黨                 |                              |                               |
| 第1次改造內閣  | 遠山清彥                    | 麻生太郎           | 2019年9月13日            | 2020年9月18日           | 眾議員（九州比例代表區） | 自由民主黨                 |                              |                               |
| 第1次改造內閣  | 藤川政人                    | 麻生太郎           | 2019年9月13日            | 2020年9月18日           | 參議員（愛知縣選舉區）   | 自由民主黨                 |                              |                               |
| 菅義偉内閣     | 菅義偉内閣                  | 麻生太郎           | 伊藤涉                   | 2020年9月18日           | 2021年10月6日            | 公明黨                     | 參議員（東海比例代表區）     |                               |
| 菅義偉内閣     | 菅義偉内閣                  | 麻生太郎           | 中西健治                 | 2020年9月18日           | 2021年10月6日            | 自由民主黨                 | 參議員（神奈川選舉區）       |                               |
| 第1次岸田內閣  | 第1次岸田內閣               | 鈴木俊一           | 伊藤涉                   | 2021年10月6日           | 2021年11月11日           | 公明黨                     | 參議員（東海比例代表區）     | 再任                          |
| 第1次岸田內閣  | 第1次岸田內閣               | 鈴木俊一           | 大家敏志                 | 2021年10月6日           | 2021年11月11日           | 自由民主黨                 | 參議員（福岡縣選舉區）       |                               |
| 第2次岸田內閣  | 第2次岸田內閣               | 鈴木俊一           | 岡本三成                 | 2021年11月11日          | 2022年8月12日            | 公明黨                     | 眾議員議員（東京都第12區）   |                               |
| 第2次岸田內閣  | 第2次岸田內閣               | 鈴木俊一           | 大家敏志                 | 2021年11月11日          | 2022年8月12日            | 自由民主黨                 | 參議員（福岡縣選舉區）       | 再任                          |
|                | 第1次改造內閣               | 鈴木俊一           | 秋野公造                 | 2022年8月12日           | 2023年9月5日             | 公明黨                     | 參議員（福岡縣選舉區）       |                               |
| 井上貴博       | 第1次改造內閣               | 鈴木俊一           | 自由民主黨               | 2022年8月12日           | 2023年9月5日             | 眾議員（福岡縣第1區）      |                              |                               |
| 第2次改造內閣  | 神田憲次                    | 鈴木俊一           | 自由民主黨               | 2023年9月15日           | 2023年11月13日           | 眾議員（愛知縣第5區）      | 任內辭職，由赤澤亮正接任     |                               |
| 第2次改造內閣  | 矢倉克夫                    | 鈴木俊一           | 2023年9月15日            | 2024年10月3日           | 公明黨                   | 參議員（埼玉縣選舉區）     |                              |                               |
| 第2次改造內閣  | 赤澤亮正                    | 鈴木俊一           | 2023年11月13日           | 2024年10月3日           | 自由民主黨               | 眾議員（鳥取縣第2區）      |                              |                               |
| 第一次石破內閣 | 第一次石破內閣              | 加藤勝信           | 橫山信一                 | 2024年10月3日           | 2024年11月13日           | 公明黨                     | 參議員（參議院比例區）       |                               |
| 第一次石破內閣 | 第一次石破內閣              | 加藤勝信           | 齋藤洋明                 | 2024年10月3日           | 2024年11月13日           | 自由民主黨                 | 參議員（新潟縣第3區）        |                               |
| 第二次石破內閣 | 第二次石破內閣              | 加藤勝信           | 橫山信一                 | 2024年11月13日          | 現任                     | 公明黨                     | 參議員（參議院比例區）       |                               |
| 第二次石破內閣 | 第二次石破內閣              | 加藤勝信           | 齋藤洋明                 | 2024年11月13日          | 現任                     | 自由民主黨                 | 眾議員（北陸信越比例代表區） |                               |

再任表示換閣後再次被招攬，留任表示同一內閣改造後獲得挽留

## 外部連結
- （日語）財務省 （页面存档备份，存于）